# Center (volleyboll)

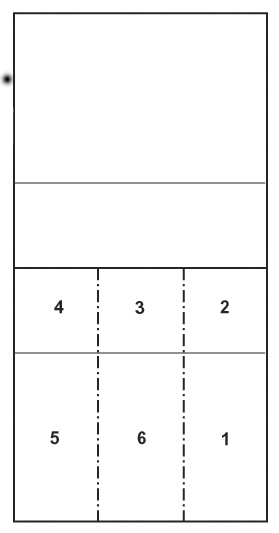
Positioneringssystem för volleyboll.

Center är inom volleyboll en spelposition där spelaren (efter att serven gått) försöker placera sig i position 3 när den är framlinjespelare. Därifrån kan spelaren hjälpa till att blockera motståndarens anfall oavsett varifrån de kommer från motståndarens sida genom att röra sig i riktning mot positionerna 2 och 4 och hjälpa spelarna där. När det egna laget har bollen är spelaren ett anfallsalternativ som ofta är snabbare än det till spikern. Genom att vara ett anfallsalternativ kan centern (även om den inte får bollen) också dra till sig motståndarens block och därigenom göra motståndarens försvar svagare.